# Гана на Светском првенству у атлетици на отвореном 2013.
Гана је учествовала на 14. Светском првенству у атлетици на отвореном 2013. одржаном у Москви од 10. до 18. августа четрнаести пут, односно учествовала је на свим првенствима до данас. Репрезентацију Гане представљала је једна такмичарка која се такмичила у трци на 200 метара., 
На овом првенству Гана није освојила ниједну медаљу. Није било нових националних ни личних рекорда.

## Учесници
Жене:
Џенет Ампонсах — 200 м

## Резултати

### Жене
| Атлетичарка    | Дисциплина | Лични рекорд | Квалификације | Квалификације | Полуфинале            | Полуфинале            | Финале                | Финале       | Детаљи |
| Атлетичарка    | Дисциплина | Лични рекорд | Резултат      | Место         | Резултат              | Место                 | Резултат              | Место        | Детаљи |
| -------------- | ---------- | ------------ | ------------- | ------------- | --------------------- | --------------------- | --------------------- | ------------ | ------ |
| Џенет Ампонсах | 200 м      | 23,41        | 24,07         | 7. у гр 1     | Није се квалификовала | Није се квалификовала | Није се квалификовала | 41 / 48 (50) |        |